# Siringa (instrumento musical)

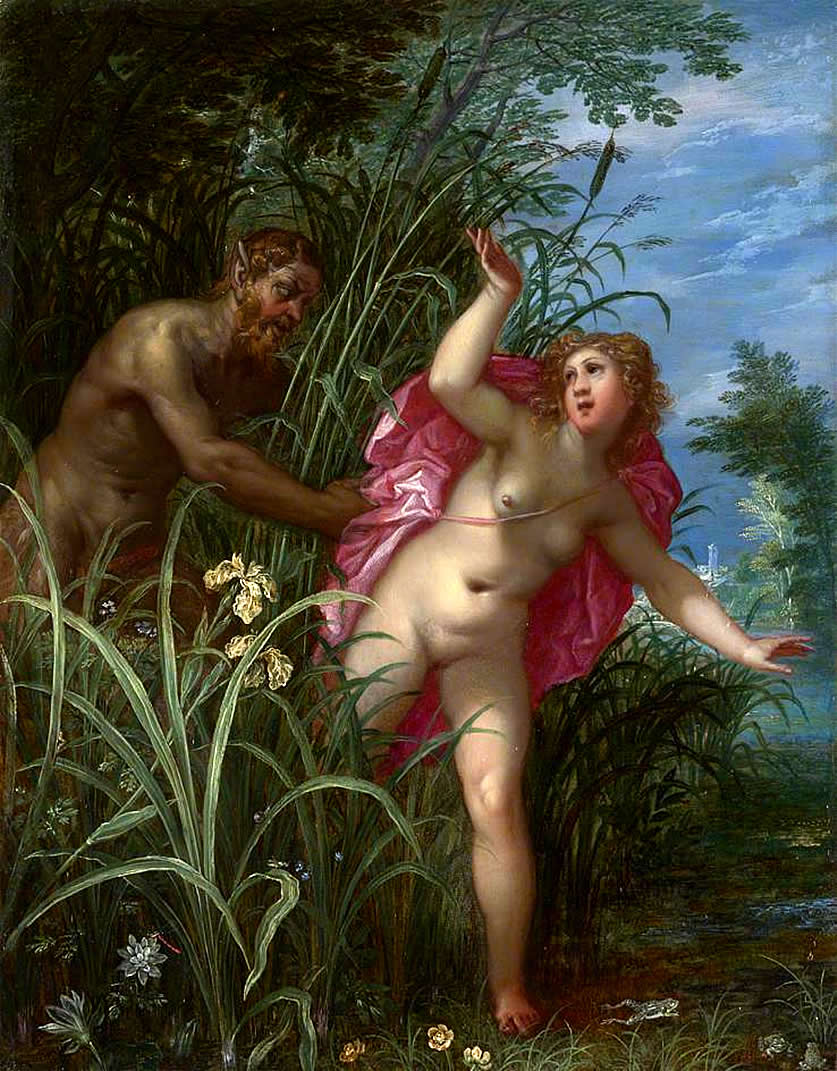
Pan persiguiendo a Syrinx

La siringa (Σύριγξ) es un instrumento de viento, parecido a la flauta, pero con nueve u ocho agujeros. Es parecido a la zampoña o a la flauta de Pan. La siringa es de origen griego, y hay leyendas sobre ella en la mitología griega.

## Orígenes mitológicos
El dios Pan se enamoró de la ninfa Siringa, cuando paseaba por la ciudad. Un día, Pan la persiguió hasta cercarla en la orilla del río Ladón. Siringa pidió socorro a las náyades, y éstas la transformaron en caña. Pan, al percatarse de que el viento silbaba al pasar por la caña, supuso que eran los lamentos de la ninfa. Decidió cortar la caña y unió los trozos con cera; construyó así su siringa para tocarla cuando la pasión y el deseo poseían. Posteriormente, enseñó a su amante Dafnis a tocarla con el fin de perpetuar su sonido y amor. Conservada de la casa de Artemisa después de muerto Pan, se podía comprobar la virginidad de una muchacha con su sonido. 
Apolo ofreció el caduceo  a Hermes a cambio de que este le consiguiera la flauta de Pan, la siringa, y se llevó a cabo el intercambio.

## Descripción
También se le llama flauta de doble tubo o flauta doble.